# Триніті-коледж (Оксфорд)
Коледж святої й неподільної Трійці Оксфордського університету, заснований сером Томасом Поупом (лицарем) (англ. The College of the Holy and Undivided Trinity in the University of Oxford, of the foundation of Sir Thomas Pope (Knight)) або коротко Триніті-коледж — один із коледжів Оксфордського університету в Англії. Коледж оточений залізним частоколом, а не стіною, як інші коледжі університету, створюючи вид на будівлі й паркові території. Коледж має чотири основних корпуси, а також великий газон і сади, включаючи невелику ділянку лісу. Незважаючи на свої розміри, коледж є відносно невеликим за кількістю студентів, що тут навчаються, кількість яких становить близько 400 осіб.

## Коледж Дарем
Місцевість, де нині розміщується Триніті-коледж, первинно належала Даремській колегії. Колегію було засновано у 1286 році. Дарем було збудовано бенедиктинськими ченцями з Даремського собору. З будівель Дарема донині збереглись деякі будівлі, серед яких Стара бібліотека (1421). Дарем зводився на честь Діви Марії та Святої Трійці, тому вважається, що сучасний Триніті-коледж отримав свою назву саме завдяки цьому фактові.

## Історія
Триніті-коледж було засновано 1555 сером Томасом Поупом на землях, придбаних після ліквідації Даремської колегії за часів Реформації. Поуп був католиком й не мав власних дітей, тому він сподівався, що студенти заснованого ним коледжу будуть молитись за спасіння його душі. Його рештки донині спочивають у каплиці на території коледжу.
Коледж був суто чоловічим аж до 1979 року, коли його двері відчинились для перших студенток. Нині у коледжі спільно навчаються і проживають як чоловіки, так і жінки.
Президентом коледжу є сер Івор Робертс, дипломат, колишній посол ЇЇ Величності в Італії. Він обіймає цю посаду з 26 вересня 2006 року.

## Будівлі
На верхівці Західної вежі встановлено чотири жіночі скульптури, які уособлюють астрономію, геометрію, медицину й теологію. Каплиця коледжу була першою, цілком спроектованою та збудованою у стилі неокласицизму. Автором проекту був Генрі Олдріх, каплицю було освячено у 1694 році.

## Світлини

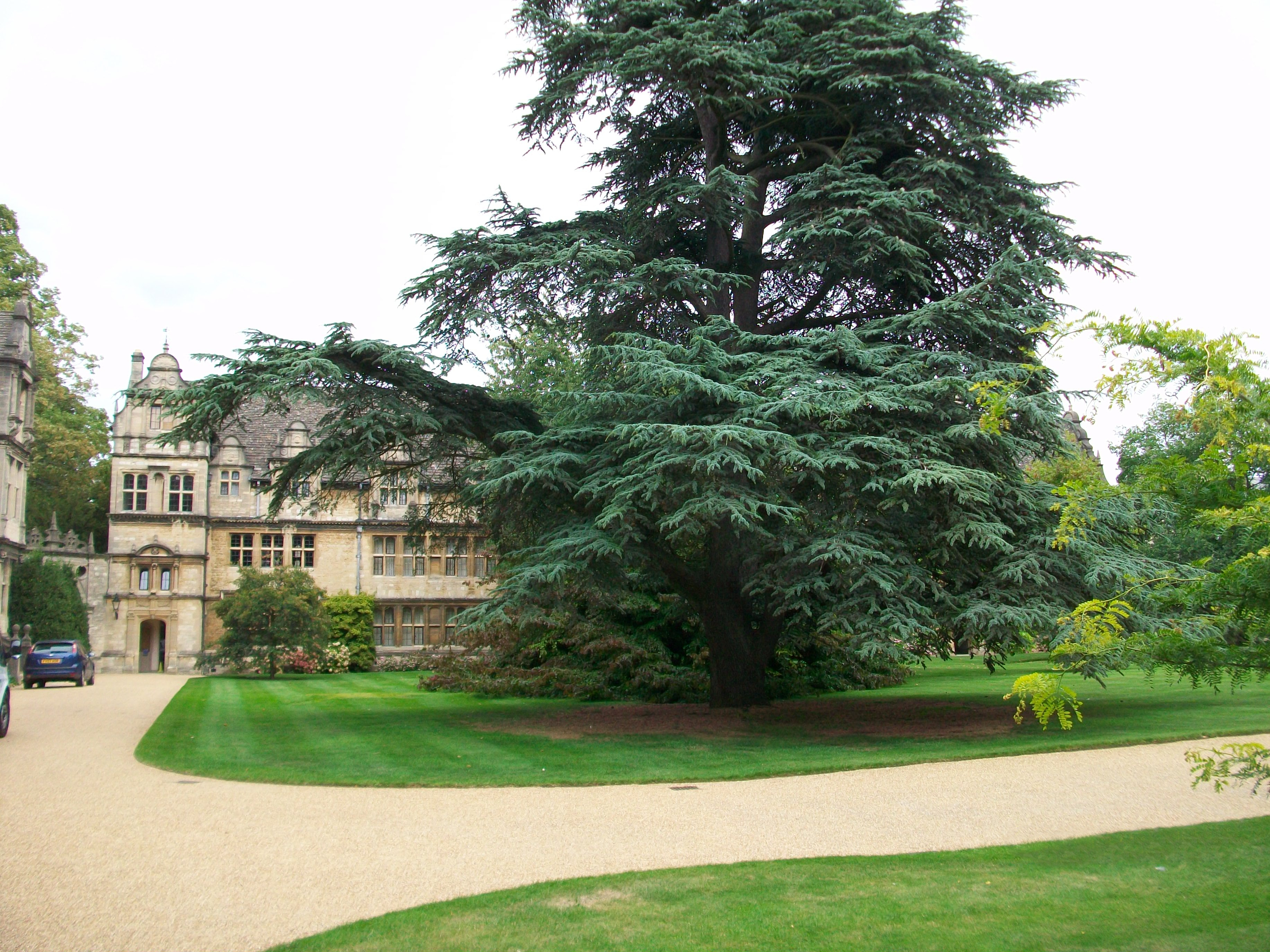
Передній корпус
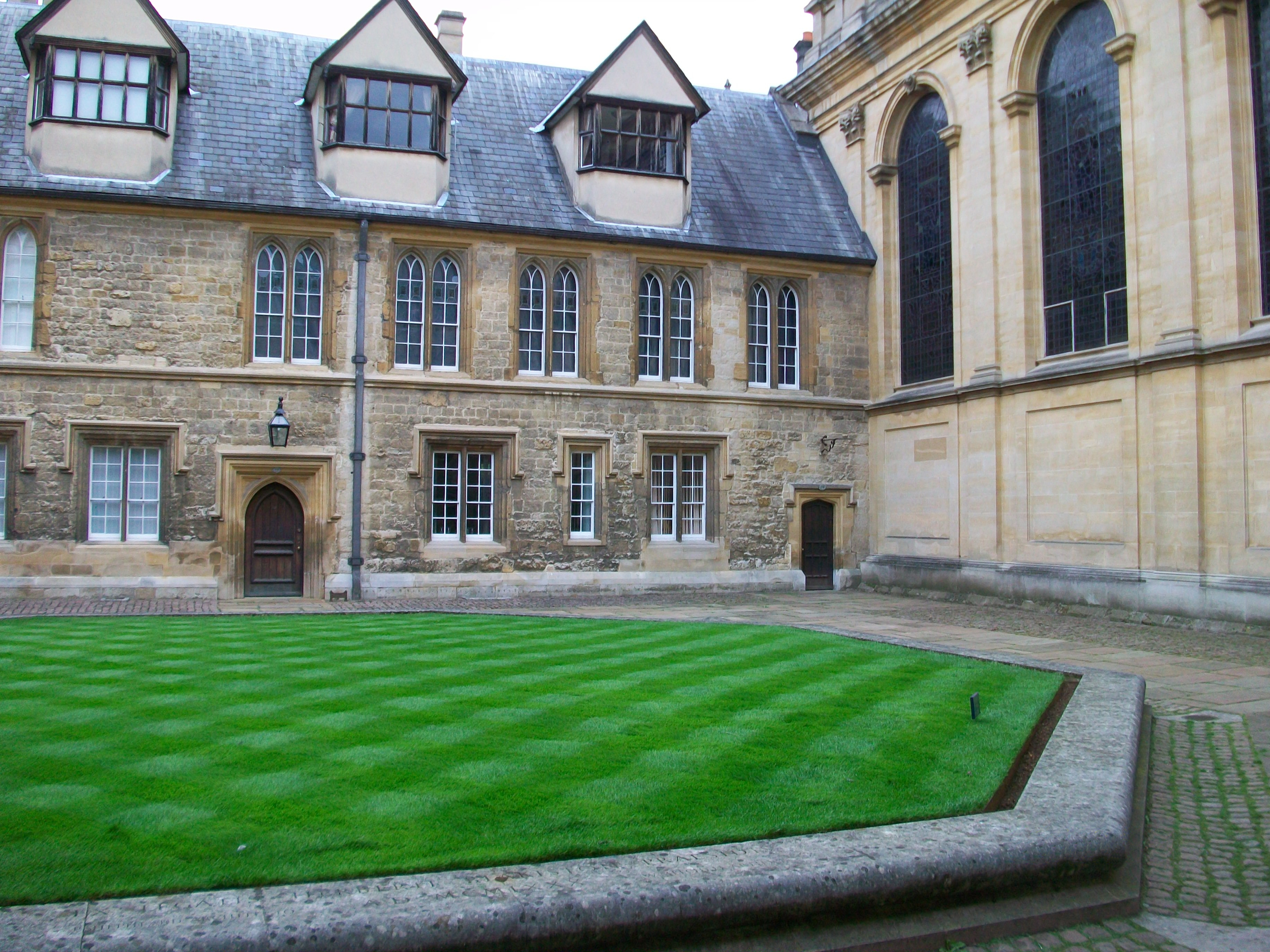
Корпус Дарем
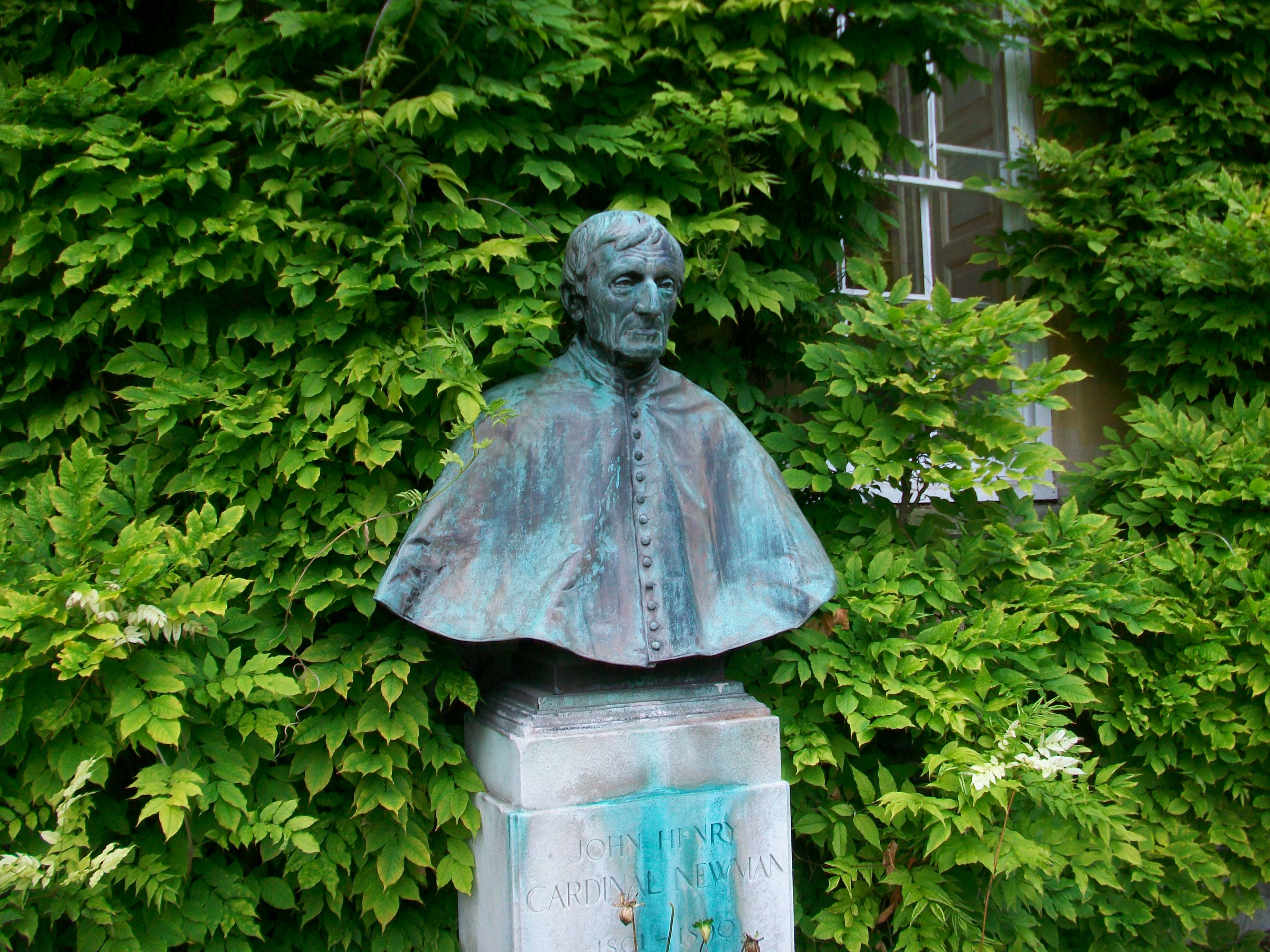
Бюст кардинала Ньюмана
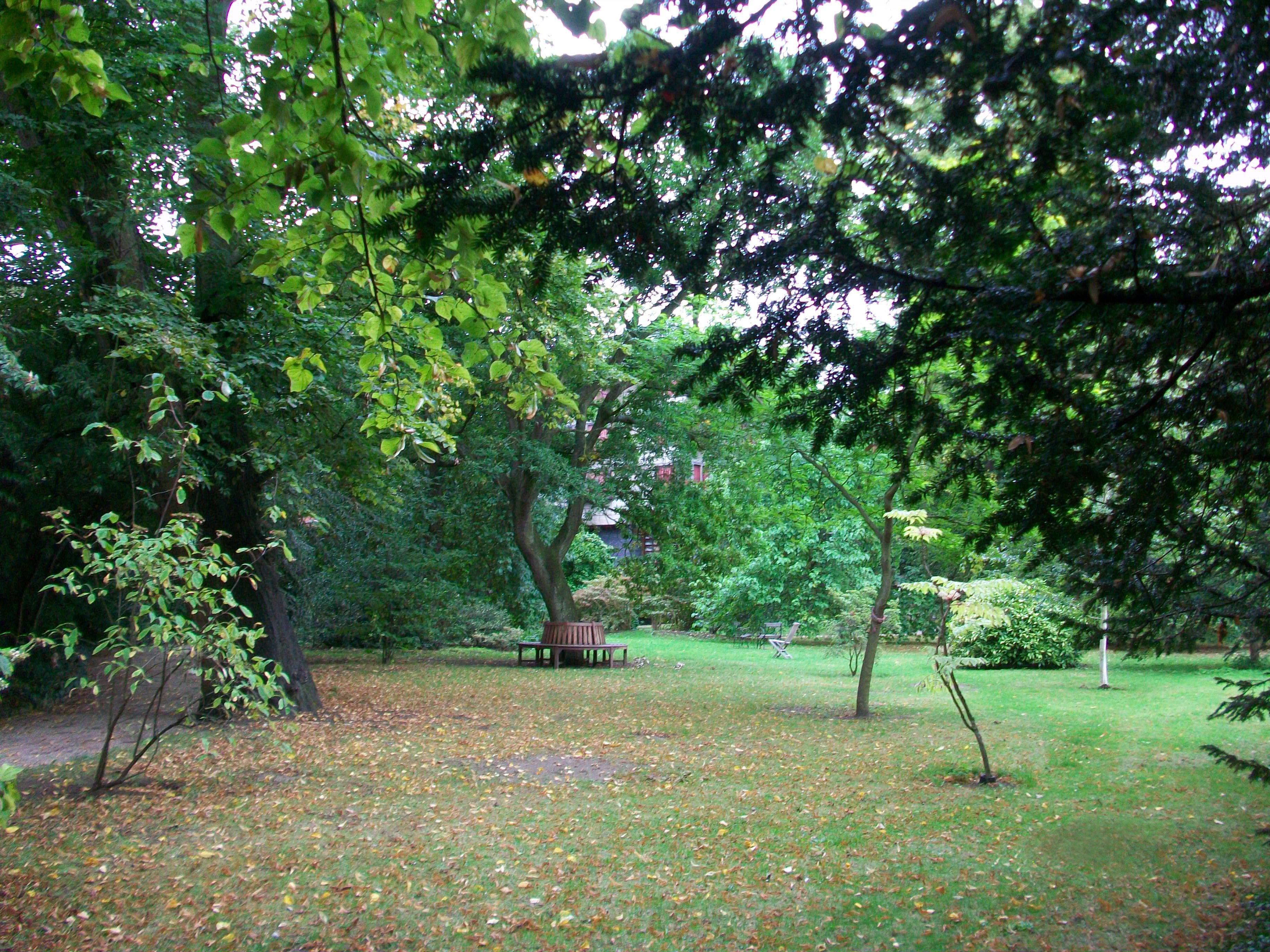
Лісова Трійця
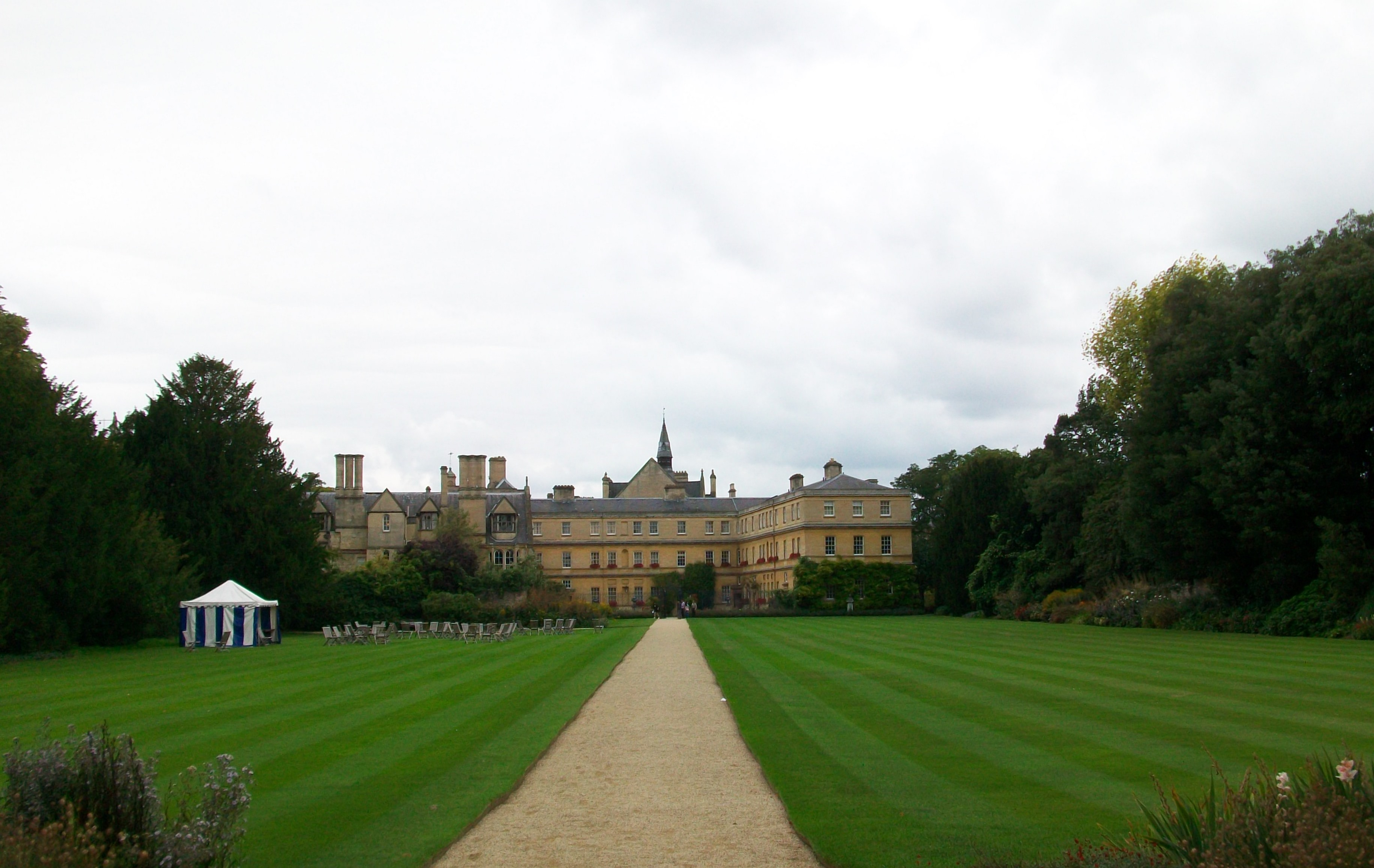
Тильні газони
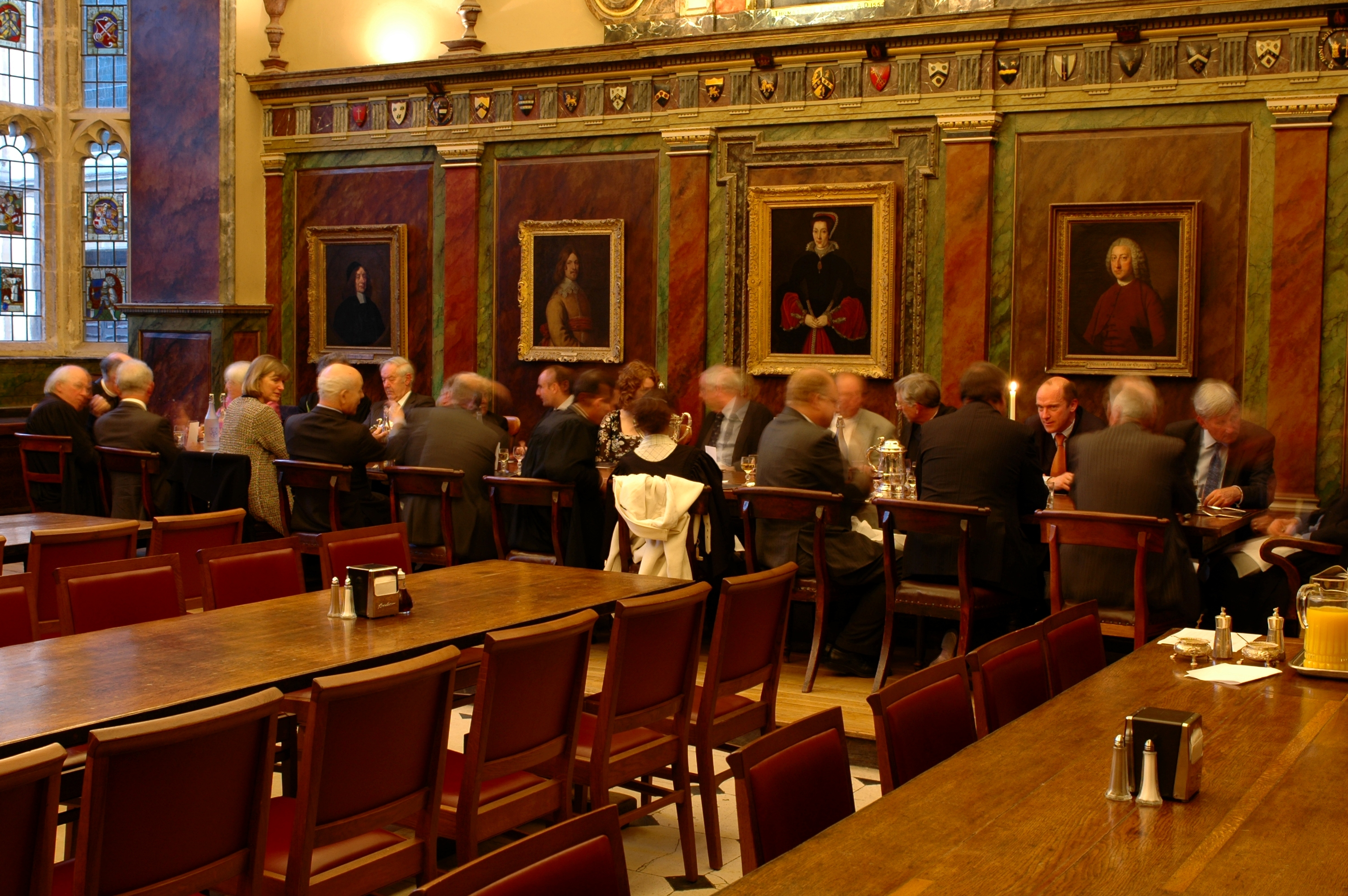
Їдальня

## Відомі випускники

### Вчені й дослідники
- Кенет Кларк
- Сіріл Гіншелвуд — президент Королівського товариства
- капітан Річард Френсіс Бартон — член Королівського географічного товариства
- Артур Лайонел Норрінгтон
- Артур Кіллер-Кох
- Джон Обрі — член Королівського товариства
- Вінсент Кронін — член Королівського літературного товариства
- Генрі Мозлі
- Найджел Андерсон
- Майлз Кінгтон
- Вільям Гіффорд Пелгрейв
- Мамору Імура

### Діячі мистецтва
- Теренс Реттіган (кавалер ордену Британської імперії)
- Джон Денем — поет
- Річард Фостер — художник
- Лоуренс Біньйон
- Джордж Батерворт (кавалер Військового Хреста)
- Джойс Кері
- Джастін Картрайт (кавалер ордену Британської імперії)
- Лайонел Кетвінд
- Девід Грін — режисер
- Безіл Харвуд
- Кіт Ламберт
- Волтер Лендор
- Вільям Боулз
- Томас Лодж
- Едвард Метерс
- Джон Маррі
- Саймон Толкін
- Крістофер Толкін

### Релігійні діячі
- Джон Генрі Ньюман
- Джон Гілберт
- Джеймс Ньюкам
- Арчібальд Робінсон
- Обрі Аткен
- Роберт Маккарті
- Річард Бентлі
- Сідні Александер
- Кристофер Майлс
- Джордж Ровлінсон
- Джон Роджерс
- Джордж Блеквелл
- Майкл Ґоулдер

### Дипломати й колоніальні управлінці
- Вере Генрі Хобарт
- джордж Фергюсон Бовен (кавалер ордену святого Михайла та святого Георгія)
- Едвард Гент (кавалер ордену святого Михайла та святого Георгія, кавалер ордену Британської імперії, кавалер Військового Хреста)

### Політичні діячі
- Генрі Сомерсет, 6-й герцог Бьюфорт
- Артур Чичестер, 1-й маркіз Донегалл
- Спенсер Комптон — 2-й прем'єр-міністр Великої Британії
- Фредерік Норт, 2-й граф Гілфорд
- Вільям Пітт, 1-й граф Четем
- Джеймс Стенгоуп, 1-й граф Стенгоуп
- Джеймс Брюс, 1-й віконт Брюс
- Генрі Деверо, 14-й віконт Херефорд
- Ланселот Джойсон-Гікс, 3-й віконт Бренфорд
- Робін Лей-Пембертон
- Сесіліус Колверт, 2-й барон Балтимор
- Девід Хеннессі, 3-й барон Віндлсгем
- Джон Сомерс, 1-й барон Сомерс
- Роберт Ебді, 3-й баронет
- Джон Ебді
- Джон Сінклейр, 1-й баронет
- Пітер Ескет-Флітвуд
- Норріс Макрайтер
- Джейкоб Ріс-Могг
- Ендрю Тайр
- Річард Корбетт
- Ентоні Кросленд
- Мартін Стівенс
- Джеремі Торп

### Спортсмени
- Симон Даніеллі